# 小嶋ジュンナ
小嶋 ジュンナ（こじま じゅんな、1984年9月6日 - ）は、日本のAV女優。BELLTECH所属。

## 略歴・人物
2011年にデビュー。

## 出演作品

### アダルトビデオ
2011年
- 麗しのキャンペーンガールAGAIN 4 （3月26日、HMJM）…オムニバス作品
- ザ・面接 VOL.120 どうしよう恥ずかしい20歳 精子飲みたい35歳 エッチは生きる源です19歳 （4月21日（レンタル）/11月25日（セル）、アテナ映像）…オムニバス作品　※「小嶋純奈」名義
- 私を女優にして下さい AGAIN 11 （4月23日、HMJM）…オムニバス作品
- 憧れの美尻読者モデル。 ジュンナ （5月1日、光夜蝶）
- シコまれた撮影会 騙されたスレンダー娘の擬似無し・本物精液 生中出し記録 1 （5月11日、プレステージ）
- 薄給新人秘書、フェラチオ手当てで稼ぐ。 （5月20日、セックスエージェント）…オムニバス作品
- Re:新人秘書が美脚すぎる件について （5月7日、バルタン）
- 欲情OVERニーソックス （6月24日、エッチアールシー）…オムニバス作品
- うねるバイブぶっ刺し腰クネオナニー 4 （7月15日、OFFICE K'S）…オムニバス作品
- OLコンセプト 妄想オフィス （7月19日、趣向倶楽部プラス）…オムニバス作品
- MY FAVORITE WITH パンティーストッキング 14 （6月24日、エッチアールシー）…オムニバス作品
- 中出しスレンダラス （7月23日、HMJM）
- みんなでセンズリ見てあげる （7月25日、ラハイナ東海）…オムニバス作品
- M男牧場 手搾りザーメン （7月25日、ラハイナ東海）…オムニバス作品
- OLコンセプト 妄想オフィス 2 （8月19日、趣向倶楽部プラス）…オムニバス作品
- 昼下がりの淫ら妻 若妻に生中出し （8月26日、クリスタル映像）…オムニバス作品
- （素）シロウトTV PREMIUM 04 （9月22日、プレステージ）…オムニバス作品
- ガチンコ 中出し!顔出し! 人妻ナンパ 〜高級住宅街世田谷・田園調布の性に貪欲なセレブ妻〜 （9月25日、ビッグモーカル）…オムニバス作品
- 女子校生にペニバンでリンチされちゃったM男 （9月25日、ラハイナ食堂）…オムニバス作品
- クビレが綺麗な現役アスリートの中出しSEX （10月1日、ワンズファクトリー）
- MOODYZファン感謝祭 バコバコバスツアー2011 AVアイドルNo.1決定戦SP!! （10月1日、MOODYZ）
- 責め続け中出し漬け （10月15日、ワープエンタテインメント）
- ガニ股調教 （10月20日、グローリークエスト）
- グラマー 未発表スペシャル 6 （10月29日、HMJM）…オムニバス作品
- MOODYZファン感謝祭 うらバコバコバスツアー2011 補欠者救済プロジェクト!! （11月1日、MOODYZ）
- 混浴温泉で思いきって堂々と勃起してみたら、たまたま入浴していた女性客がチラ見どころか我を忘れてガン見急接近! 2 （11月5日、Hunter）…オムニバス作品
- 「ちょっと目をつぶってて…」 親戚のお姉ちゃんたちがささやくと、何も知らないウブな僕の股間に顔を近づけてきた…。 （11月19日、Hunter）…オムニバス作品
- 悶え乱れる美尻 美尻と絶品クビレだけでヌけるオンナ （11月25日、オーロラプロジェクト）
- 愛する彼氏と行った温泉旅行でマッサージ師を呼んだら、あまりにも際どい場所を彼氏よりも上手にタッチされ糸を引くくらい感じてしまい彼氏が隣にいるにも関わらず、バレないように愛の無い衝動的セックスをしちゃった私。 （12月22日、Hunter）…オムニバス作品

2012年
- 浴びた女も感激する一撃!!大量顔射!!! 「興奮すれば、さらに良い汁がでるはずっ!!」と、お好みシチュエーションでのヌキを切望する《最低10日以上禁欲》した男たちが浴びせる、とっても大量で濃厚なS級発射ばかりのザーメンぶっかけ （1月15日、ワープエンタテインメント）…オムニバス作品
- ケモノたちの宴 強制監禁・淫獄レイプ!屈辱のプレイの連続に高飛車な社長令嬢が見せる哀願の涙…。 （1月25日、オーロラ・プロジェクト）
- 俺の許可なく、絶対イクなッ!!!!! 早漏オンナをナマ殺す焦らし地獄のイキガマン （2月15日、ワープエンエンタテインメント）…オムニバス作品
- 脚責め天国!集団美脚イジメ （3月2日、OFFICE K'S）…オムニバス作品
- Sの女に責めたてられた僕は思わず勃起してしまい… （4月3日、DOC）…オムニバス作品
- M男専門エステ MBCにようこそ （4月6日、OFFICE K'S）…オムニバス作品
- いやらしいカラダの美人秘書を… （4月20日、AAK）
- 月刊 パンティストッキングマニア Vol.4 （4月20日、OFFICE K'S）…オムニバス作品
- 親の前では優等生、影ではエッチなちびっこ独裁者! 母親代わりの巨乳家政婦を父親の目を盗んで何度もイカせるエロガキ （4月21日、ROCKET）…オムニバス作品
- ママチャリ団地妻 ガチンコ中出しナンパ 練馬区編 （4月25日、ビッグモーカル）…オムニバス作品
- 黒パンスト×タイトスカート エロチシズム 2 （4月25日、アロマ企画）…オムニバス作品
- 禁断のレズオフィス 〜美と愛欲にまみれたオンナの園（5月10日、GARCON）